# Gustav Bloy
Gustav Hermann Adolf Bloy (ur. 1888, zm. ?) – zbrodniarz hitlerowski, członek załogi obozu koncentracyjnego Mauthausen-Gusen i SS-Scharführer.
Członek NSDAP od 1933 i SS o nr identyfikacyjnym 41204. Pełnił służbę w administracji obozu Mauthausen w latach 1940–1945. W lutym 1945 brał udział w rozstrzeliwaniu więźniów, którzy przeprowadzili nieudaną próbę ucieczki z obozu. Bloy uczestniczył także w masowych mordach więźniów podczas tzw. Totbadeaktionen. Maltretował również więźniów, kilku z nich zakatował na śmierć metalowym prętem w zimie 1945.
Gustav Bloy został osądzony przez amerykański Trybunał Wojskowy w Dachau w dniach 15-19 maja 1947. Wymierzono mu karę dożywotniego pozbawienia wolności.